# Paul Enquist
Paul N. Enquist (ur. 13 grudnia 1955 w Seattle) – amerykański wioślarz, złoty medalista olimpijski.

## Kariera
Wystartował na igrzyskach olimpijskich w Los Angeles w 1984, gdzie razem z Bradleyem Lewisem zdobył złoty medal w dwójkach podwójnych. W finale o 2,32 sekundy wyprzedzili osadę Belgii, a o 2,72 sekundy pokonali osadę Jugosławii. Był to jego jedyny start olimpijski. 
W tej samej konkurencji zajął też szóste miejsce na mistrzostwach świata w Duisburgu w 1983.
Kształcił się na Washington State University, uzyskując dyplom z inżynierii. Po zakończeniu kariery pracował jako rybak i sztauer.